# Lillian Ellison
Mary Lillian Ellison (* 22. Juli 1923 in Kershaw County, South Carolina; † 2. November 2007 in Columbia, South Carolina), bekannter unter ihrem Ringnamen The Fabulous Moolah, war eine US-amerikanische Wrestlerin. Sie war über 40 Jahre aktiv und gilt als eine der Pionierinnen des Frauenwrestlings. Sie war die erste Trägerin des Frauentitels der National Wrestling Alliance und der World Wrestling Federation. Ellison war mit über 76 Jahren die älteste Person, die den WWE Women’s Champion Titel trug.

## Biografie

### Jugend
Mary Lillian Ellison wuchs als jüngstes von 13 Kindern auf. Als sie acht Jahre alt war, starb ihre Mutter. Um ihr über die Trauer zu helfen, nahm ihr Vater Lillian zu lokalen Wrestlingshows mit. Lillian entwickelte sich zum Fan der Wrestlerin Mildred Burke, die damals das Frauenwrestling beherrschte. Nach einer kurzen Ehe mit einem Wrestler und der Geburt einer Tochter, Mary Austin (* 1938), die in den 60er-Jahren als Darling Pat Sherry selbst als Wrestlerin aktiv war, begann Lillian Ellison in den 1940ern selbst als Wrestlerin zu trainieren.

### Frühe Jahre
Ab etwa 1950 erschien Ellison als eine der ersten Begleiterinnen männlicher Wrestler am Ring. In der Promotion von Jack Pfeffer begleitete sie unter dem Ringnamen „Slavegirl Moolah“ Wrestler wie den „Elephant Man“ Tony Olivas oder „Nature Boy“ Buddy Rogers und griff in deren Wrestling-Matches ein, um diesen zu unsauberen Siegen zu verhelfen. Ab der Mitte des Jahrzehnts benutzte sie den Ringnamen „The Fabulous Moolah“ und stand mehr im Ring. 1956 gewann sie in einem Turnier den Titel eines World Champions, der von der National Wrestling Alliance allerdings erst Jahre später als solcher anerkannt wurde. Ellison begann in dieser Zeit, eine eigene Wrestlingschule zu betreiben, in der vorwiegend Wrestlerinnen ausgebildet wurden.

### Die Jahre der Dominanz

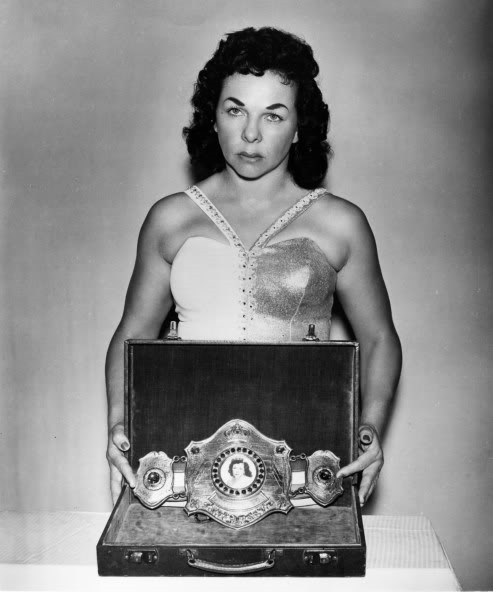
Moolah mit der NWA World Women's Championship

„The Fabulous Moolah“ hatte das Talent, die Zuschauer zu begeistern, ringerisches Talent und später auch den Einfluss, den Frauentitel mit nur geringen Unterbrechungen für achtundzwanzig Jahre zu halten. Sie reiste wie der Träger der NWA-Männertitel zwischen den einzelnen Promotionen der NWA und besiegte die lokalen Champions. Ihre erste Niederlage als Championesse erlitt sie am 17. September 1966 gegen Betty Boucher, gewann den Titel jedoch wenige Wochen darauf zurück. Auf einer Tour durch Japan 1968 verlor sie den Gürtel gegen die Japanerin Yukiko Tomoe und gewann ihn noch während der Tournee von dieser zurück. Es folgten dann acht Jahre ohne Niederlage. 1972 gelang es Ellison und dem Promotor Vincent J. McMahon, den Bann des Madison Square Garden für Frauenwrestlingkämpfe für einen Kampf mit „The Fabulous Moolah“ zu durchbrechen. Ellison hatte inzwischen von der NWA das Recht erworben, selbst Titelkämpfe zu veranstalten, als Veranstalterin bestimmte sie auch den Kampfausgang, was sie nahezu unbesiegbar machte. 1976 gab sie den Titel für eine kurze Zeit an die Wrestlerin Sue Green ab, 1978 für zwei Tage an Evelyn Stevens. Der Sieg im Rematch machte „The Fabolous Moolah“ zum fünffachen Titelträger der NWA.

### Die Zeit in der World Wrestling Federation
1984 verkaufte Ellison die Rechte, die sie am Frauentitel von der NWA erworben hatte, an Vincent K. McMahon, der kurz zuvor seinem Vater Vincent J. McMahon die Wrestlingpromotion World Wrestling Federation (WWF) abgekauft hatte. Ellison erschien künftig exklusiv für die WWF. Der NWA Frauentitel wurde nahtlos zum WWF Frauentitel erklärt. Der Einkauf Moolahs mit dem Titel war für die WWF ein Schritt in ihrer Erweiterung zur landesweit führenden Wrestlingpromotion.
Im darauffolgenden Jahr wurde „The Fabulous Moolah“ eine wichtige Figur in der „Rock'n Wrestling“-Connection, der Einbeziehung von Pop- und Rockberühmtheiten in das Wrestlinggeschäft, zu der sich WWF und MTV zusammengefunden hatten. In der Ellison betreffenden Storyline begann die Musikerin Cyndi Lauper eine verbale Auseinandersetzung mit dem Wrestling-Manager Lou Albano, die in einem Match zwischen einer von Lauper gemanagten Wrestlerin und „The Fabulous Moolah“ als Schützling von Albano endete. Das Match zwischen Moolah und Wendi Richter, die in Ellisons Wrestlingschule ausgebildet worden war, fand unter dem Titel The Brawl to End it All am 23. März 1984 als Main Event statt und wurde von MTV live übertragen.
„The Fabulous Moolah“ erschien in Folge zunächst nur als Managerin, trat aber unter einer Maske als „Spiderlady“ im folgenden Jahr wieder auf, und gewann den Titel. Nach dem sehr fragwürdigen Titelgewinn bei einem Event im Madison Square Garden (angeblich wurde der Titelträgerin Wendi Richter ein anderer Kampfausgang zugesagt) wurde sie demaskiert. Wieder als „The Fabulous Moolah“ auftretend hielt sie den Titel zwei weitere Jahre, die nur durch eine sechstägige Phase während einer Australien-Tour der WWF unterbrochen wurde, in der „Velvet McIntyre“ Titelträgerin war. 1987 gab Moolah den Titel wieder für längere Zeit ab, und trat danach nur noch als Managerin auf.
Ohne Moolah verlor das Frauenwrestling stark an Anziehung, ab 1990 setzte die WWF den Frauentitel für längere Zeit aus. 1995 wurde „The Fabulous Moolah“ in die Hall of Fame der WWF eingeführt.

### Das Comeback bei World Wrestling Entertainment
Ellison, die noch immer bei der WWE, wie sich die WWF aus rechtlichen Gründen nun nannte, unter Vertrag stand, erschien im September 1999 zusammen mit einer ihrer größten Konkurrentinnen aus den 60er Jahren in einer Sendung der WWF, die mit jungen Stars das Frauenwrestling wieder in seine Sendungen aufgenommen hatte. Entsprechend der Storyline zertrümmerte Jeff Jarrett während der Sendung eine Gitarre auf Moolahs Kopf. Moolah hatte weitere Kurzauftritte und erhielt am 17. Oktober 1999 im Rahmen des Pay-Per-Views „No Mercy“ nochmals ein Titelmatch und den Titel, was sie zur ältesten Person, die bisher einen Wrestlingtitel errang, machte. Ein Re-Match vor weit kleinerem Rahmen eine Woche später brachte den Titel wieder zu einer jüngeren Wrestlerin.
Moolah hatte noch weitere Auftritte in Sendungen der World Wrestling Entertainment. Am 15. September 2003 bestritt sie im Rahmen einer RAW-Sendung ein Match, das die Promotion ihr zum 80. Geburtstag versprochen hatte, nach dem Match förderte Moolah noch den Ruf des Heels „Legend-Killer“ Randy Orton, indem sie sich von diesem mit dessen Finishing-Move zu Boden strecken ließ. Die Zeitschrift „Pro Wrestling Illustrated“ nahm Moolah 2003 in ihre Hall of Fame auf.
Der letzte Fernsehauftritt von „The Fabolous Moolah“ war beim Pay-per-View SummerSlam am 26. August 2007.
Gegen Ellison gibt es Vorwürfe, dass sie die jungen Frauen, welche sie trainierte gegen ihren Willen zur Prostitution zwang. Diese Vorwürfe hatten zur Folge, dass im Jahr 2018 beim Wrestling-Event „Women’s Battle Royal“ eine Ehrung als „The Fabulous Moolah“ verhindert wurde.

## Titel und Auszeichnungen

### Titel
- National Wrestling Alliance
  - 4× NWA World Women’s Champion (erste Titelträgerin)
  - 3× NWA World Women's Tag Team Champion 2× mit Toni Rose und 1× Patty Nelson

- World Wrestling Federation
  - 4× WWF Women’s Champion (erste Titelträgerin)

- Weitere Titel
  - 1× JWPA Women’s Champion
  - 1× USA Women's Wrestling Champion
  - 3× Women's World Junior Heavyweight Champion

### Auszeichnungen
- 1995: Aufnahme in die WWF Hall of Fame
- 2012: Aufnahme in die NWA Hall of Fame